# Lago Chiuta
Il lago Chiuta è un lago poco profondo al confine tra il Malawi e Mozambico. Si trova a nord del lago Chilwa e a sud del lago Amaramba, che non ha sbocco, ed i laghi sono separati da una cresta di sabbia. Entrambi i laghi si trovano in una fossa che corre a nordest-sudovest, a est della principale Rift Valley africana.
Il lago Chiuta è profondo 3-4 metri e varia la sua estensione da 25 a 130 chilometri quadrati, a seconda della stagione e delle precipitazioni. I laghi Chiuta e Amaramba sono collegati in modo intermittente al fiume Lujenda, un affluente del fiume Ruvuma.